# Piper chiadoense
Piper chiadoense är en pepparväxtart som beskrevs av Truman George Yuncker. Piper chiadoense ingår i släktet Piper och familjen pepparväxter. Inga underarter finns listade i Catalogue of Life.